# Lučivná-Tunnel
Der Lučivná-Tunnel (slowakisch Tunel Lučivná) ist ein 250 m langer Autobahntunnel in der Nordslowakei auf der Autobahn D1, Abschnitt Važec–Mengusovce. Er befindet sich vollständig auf dem Gemeindegebiet von Lučivná, das südwestlich gelegene Štrba ist jedoch der nächste Ort. 
Die Tunnelanlage besteht aus zwei Röhren, beide mit Platz für zwei Fahrstreifen mit Standstreifen. Die zulässige Höchstgeschwindigkeit beträgt 130 km/h.
Der Tunnel wurde in offener Bauweise errichtet und nach der Fertigstellung abgedeckt. Die feierliche Inbetriebnahme fand am 11. Dezember 2007 statt. Der Bau war nicht zur Unterquerung eines Hindernisses oder eines Bergs, sondern eines Wildtierkorridors im Raum zwischen dem südlich gelegenen Gebirge Kozie chrbty und der nördlich gelegenen Hohen Tatra nötig, somit übernimmt der Tunnel die Funktion einer Grünbrücke.